# L'Infinie Comédie
L'Infinie Comédie (titre original : Infinite Jest) est un roman de l'écrivain américain David Foster Wallace paru en 1996. Il est publié par la maison d'édition Little, Brown and Company dans sa version originale et traduit en français pour la première fois en 2015 par les Éditions de l'Olivier. Catégorisé comme « roman encyclopédique », L'Infinie Comédie fait partie des 100 meilleurs romans de langue anglaise publiés entre 1923 et 2005, selon le classement du magazine Time.
Le roman a une structure narrative non conventionnelle et comprend des centaines de notes de fin détaillées, certaines avec leurs propres notes de bas de page.
Le roman s'est depuis vendu à plus d'un million d'exemplaires dans le monde, acquérant ainsi le statut de classique culte, largement théorisé et commenté.

## Production du livre
Wallace commence la rédaction et l'idéation de Infinite Jest entre 1986 et 1989. Ses efforts en 1991-1992 furent plus productifs  et à la fin de 1993, il disposait d'une ébauche de travail du roman. Entre 1992 et 1996, des extraits de diverses ébauches sont apparus sporadiquement dans des magazines et des revues littéraires.
Le livre a été édité par Michael Pietsch des Éditions Little, Brown and Company. Pietsch a fait des suggestions et des recommandations à Wallace, mais chaque décision d'édition appartenait ultimement à Wallace. Ce dernier a accepté des coupures s'élevant à environ 250 pages manuscrites par rapport à sa soumission originale.
Le roman tire son nom de Hamlet, acte V, scène 1, dans laquelle Hamlet brandit le crâne du bouffon de la cour, Yorick, et dit : 
« Alas, poor Yorick! I knew him, Horatio – a fellow of infinite jest, of most excellent fancy. He hath borne me on his back a thousand times, and now, how abhorred in my imagination it is! »
« Hélas ! pauvre Yorick ! Je l’ai connu, Horatio ! — C’était un garçon d’une gaité infinie, [d'une infinie comédie] ; il m’a porté vingt fois sur son dos ; [et maintenant, quelle horrible chose d'y songer !] »
Le choix du titre en français, L'Infinie Comédie, est une référence à la Divine Comédie de Dante.

## Cadre narratif
Dans un monde futur, les États-Unis, le Canada et le Mexique composent ensemble un super-État nord-américain unifié connu sous le nom de l'Organisation des nations nord-américaines, ou ONAN (une allusion à l'onanisme).
Les entreprises ont la possibilité d'acheter les droits de dénomination pour chaque année civile, remplaçant les désignations numériques traditionnelles par des surnoms comportant des noms d'entreprise. Bien que le récit soit fragmenté et s'étende sur plusieurs années « nommées », la majeure partie de l'histoire se déroule durant « L'année des sous-vêtements pour adultes incontinents Depend» (A.S.V.A.I.D).
Sur ordre du président américain Johnny Gentle (un « maniaque de la propreté » qui a fait campagne sur le thème du nettoyage des États-Unis), une grande partie de ce qui était autrefois le nord-est des États-Unis et le sud-est du Canada est devenu un gigantesque dépotoir de déchets dangereux. Cette zone, connue sous le nom de la « Grande Concavité », aurait été « donnée » au Canada par les États-Unis.

## Résumé
Dans un futur proche, le Canada, les États-Unis et le Mexique, unifiés sous le nom de l'Organisation des nations nord-américaines (ONAN), forment une puissante nation dominatrice. Dans ce monde, les habitants sont soumis au contrôle de divers corporations auxquels ils sont devenus addicts: les drogues et médicaments, le divertissement et la consommation excessive. Hal Incandenza, protagoniste principal du livre, ainsi que sa famille, sont traqués par un groupe d'extrémistes québécois, les Assassins en Fauteuil Roulant (AFR), voulant s'emparer d'un film mystérieux produit par James, le père de Hal. Ce film, intitulé L'Infinie Comédie, aurait le pouvoir de tuer quiconque le regarde. 

## Style
L'Infinie Comédie est un roman encyclopédique postmoderne, célèbre pour sa longueur, ses détails abondants et ses digressions, contenant 388 notes de fin (380 dans la version traduite en français), dont certaines ont elles-mêmes des notes de bas de page,. Le livre abonde d'une grande quantité de « connaissances encyclopédiques » de Wallace notamment la théorie des médias, la linguistique, les études cinématographiques, le sport (et plus spécifiquement le tennis), la toxicomanie, la science et les questions d'identité nationale.
La narration du roman alterne principalement entre des points de vue « internes » et « omniscients » à la troisième personne, mais comprend également plusieurs récits à la première personne.
Renonçant au développement chronologique de l'intrigue et à une résolution directe – une préoccupation souvent évoquée dans les critiques – le roman soutient une variété d'interprétations. Wallace mentionne que la résolution de l'intrigue du roman se fait indirectement, et que « les réponses [existent] toutes, mais juste après la dernière page »,. Toutefois, tel que le rapporte Stephen Burn dans un guide de lecture du roman, Wallace aurait concédé en privé à l'écrivain Jonathan Franzen que « l'histoire ne peut pas être pleinement comprise ».

## Traduction en français

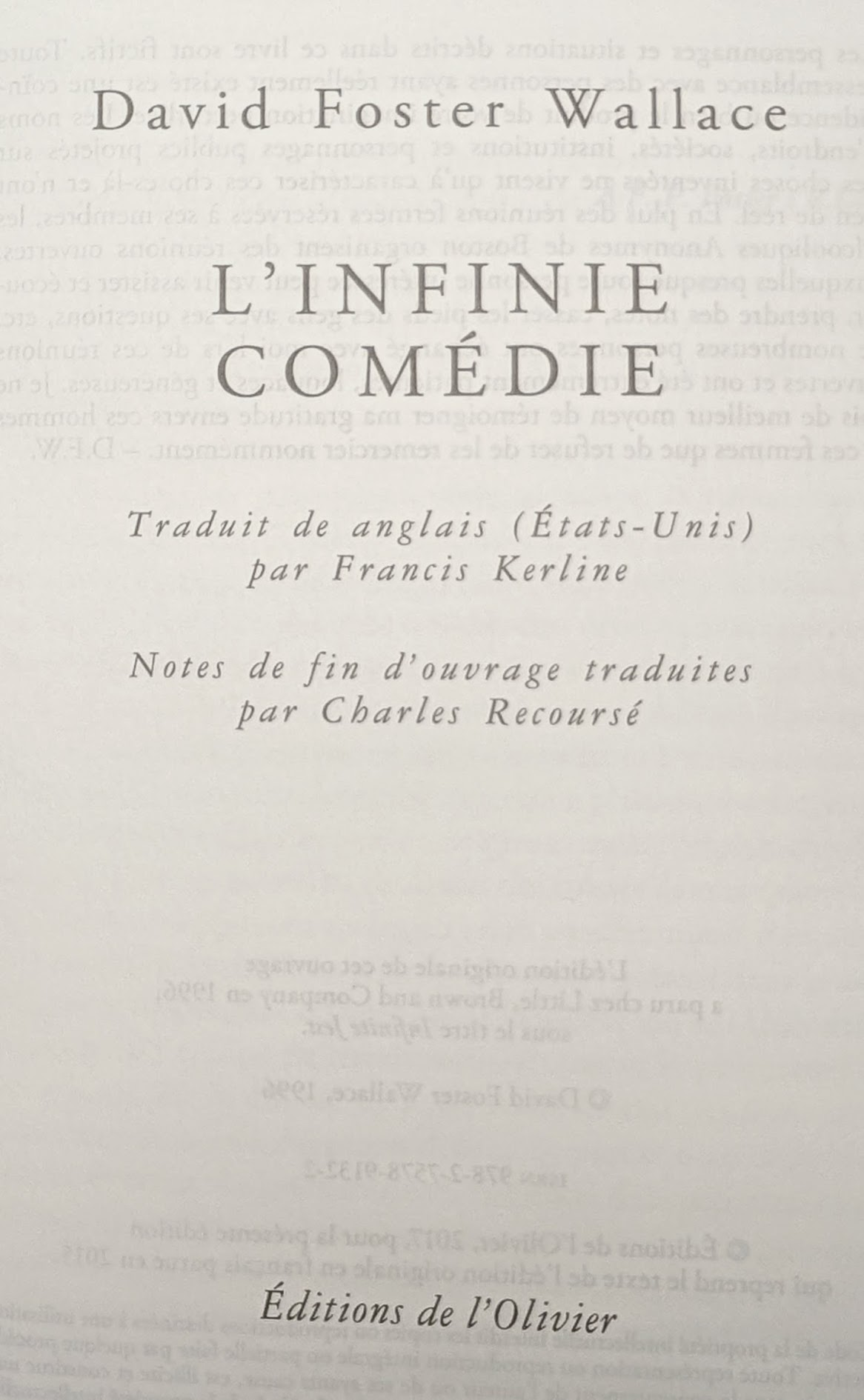
L'Infinie Comédie

Malgré l'existence de traductions d'Infinite Jest en italien (2000), en espagnol (2002), en allemand (2009) et en portugais (2012), il aura fallu 19 ans pour produire une première traduction de ce livre en français. Malgré plusieurs tentatives de traductions avant 2015, celles-ci ont été infructueuses en raison de la magnitude de la tâche, ainsi qu'en raison d'un intérêt relativement limité pour l'auteur en France. En d'autres termes, L'Infinie Comédie, en raison de ses nombreuses pages – et donc par un coût de traduction plus grand – représente un risque d'édition dans le cas où le livre ne se vende pas suffisamment.
La tâche de traduction de l'œuvre fut exigeante, considérant le nombre de pages et le style d'écriture de Wallace qui comprend toutes sortes « de jeux de mots, de néologismes, de sous-entendus ironiques, de citations cachées, de clins d’œil et de phrases complexes » qui ne peuvent qu'être pleinement comprises que dans leur langue originale.
La première traduction officielle des Éditions de l'Olivier a été menée majoritairement par Francis Kerline. Les nombreuses notes de fin ont, quant à elles, été traduites par Charles Recoursé, homme responsable de la traduction en français d'une multitude d'œuvres de Wallace, notamment Le Roi Pâle (The Pale King) et La Fonction du Balai (The Broom of the System). Cette division du travail en plusieurs auteurs provient essentiellement d'un épuisement dû à la nature ardue de la traduction du roman. Tel que l'explique Olivier Cohen, responsable de la maison d'édition, « Francis [Kerline] est un peu fatigué par ses trois années sur Infinite Jest. Il est plein de paradoxes. C’est l’homme des missions impossibles mais au bout d’un moment, il se met à détester le livre. »

## Thèmes
Le roman aborde de nombreux sujets, dont la dépendance (aux drogues, mais aussi au sexe et à la célébrité), le repli sur soi, la guérison, la mort, les relations familiales, les parents absents ou décédés, la santé mentale, le suicide, la tristesse, le divertissement, la théorie du cinéma, la théorie des médias, la linguistique, la science, le souverainisme québécois, l'identité nationale et le tennis comme activité métaphysique.

## Réception
L'infinie comédie a fait l'objet d'une commercialisation intensive et Wallace a dû s'adapter à son statut de personnalité publique. L'auteur a été interviewé dans plusieurs magazines nationaux et a effectué une tournée littéraire dans dix villes. Le livre Although of Course You End Up Becoming Yourself du journaliste David Lipsky retrace l'histoire de cette tournée littéraire, là où Wallace prend conscience de sa célébrité nouvellement acquise. Le livre de Lipsky a été adapté en film, The End of the Tour.
Les premières critiques ont contribué à l'engouement pour L'Infinie Comédie, nombre d'entre elles le décrivant comme un événement littéraire majeur. Steven Moore de la Review of Contemporary Fiction, qualifie le roman d'« étude profonde de la condition postmoderne ». Dans une rétrospective publiée en 2008 par le New York Times, il a été décrit comme « un chef-d'œuvre monstrueux – près de 1 100 pages d'une inventivité époustouflante et d'une douceur désarmante. Sa taille et sa complexité le rendent intimidant et ésotérique. » Le magazine Time l'a inclus dans sa liste des 100 meilleurs romans de langue anglaise publiés entre 1923 et 2005.
Toutes les critiques n’étaient pas aussi élogieuses. Certaines critiques, comme celle de Michiko Kakutani dans le New York Times, étaient mitigées, reconnaissant l'inventivité de l'écriture, mais critiquant la longueur et l'intrigue. La position de Kakutani évoluera cependant, celle-ci incluant le livre dans sa compilation Ex Libris: 100 Books to Read and Reread (100 livres à lire et à relire). Dans la London Review of Books, Dale Peck a écrit à propos du roman : « Il est, en un mot, terrible. Parmi les autres mots que je pourrais utiliser, citons : gonflé, ennuyeux, gratuit et – peut-être surtout – incontrôlé. » Dans une critique de l'œuvre de Wallace jusqu'en 2000, A. O. Scott a écrit à propos de L'Infinie Comédie : « [L]es éléments pynchonesques du roman […] donnent l'impression d'être plutôt voulus et de seconde main. Ils sont impressionnants, à la manière de la performance d'un enfant précoce lors d'un dîner, et, de la même manière, finalement irritants : ils semblent motivés, principalement, par un désir de se montrer. » Comme Kakutani, Scott changera sa position sur Wallace, qualifiant, en 2008, le livre de « référence d'une génération en matière d'ambition littéraire. »

## Éditions en français
- Francis Kerlin, Charles Recoursé, L'Infinie Comédie, Paris, Éditions de l'Olivier, 2015, 1487 pages  (ISBN 978-2879299822). 2e édition, 2017  (ISBN 978-2823612103). 3e édition, 2022  (ISBN 978-2757891322).